# Föreningsgatan, Malmö

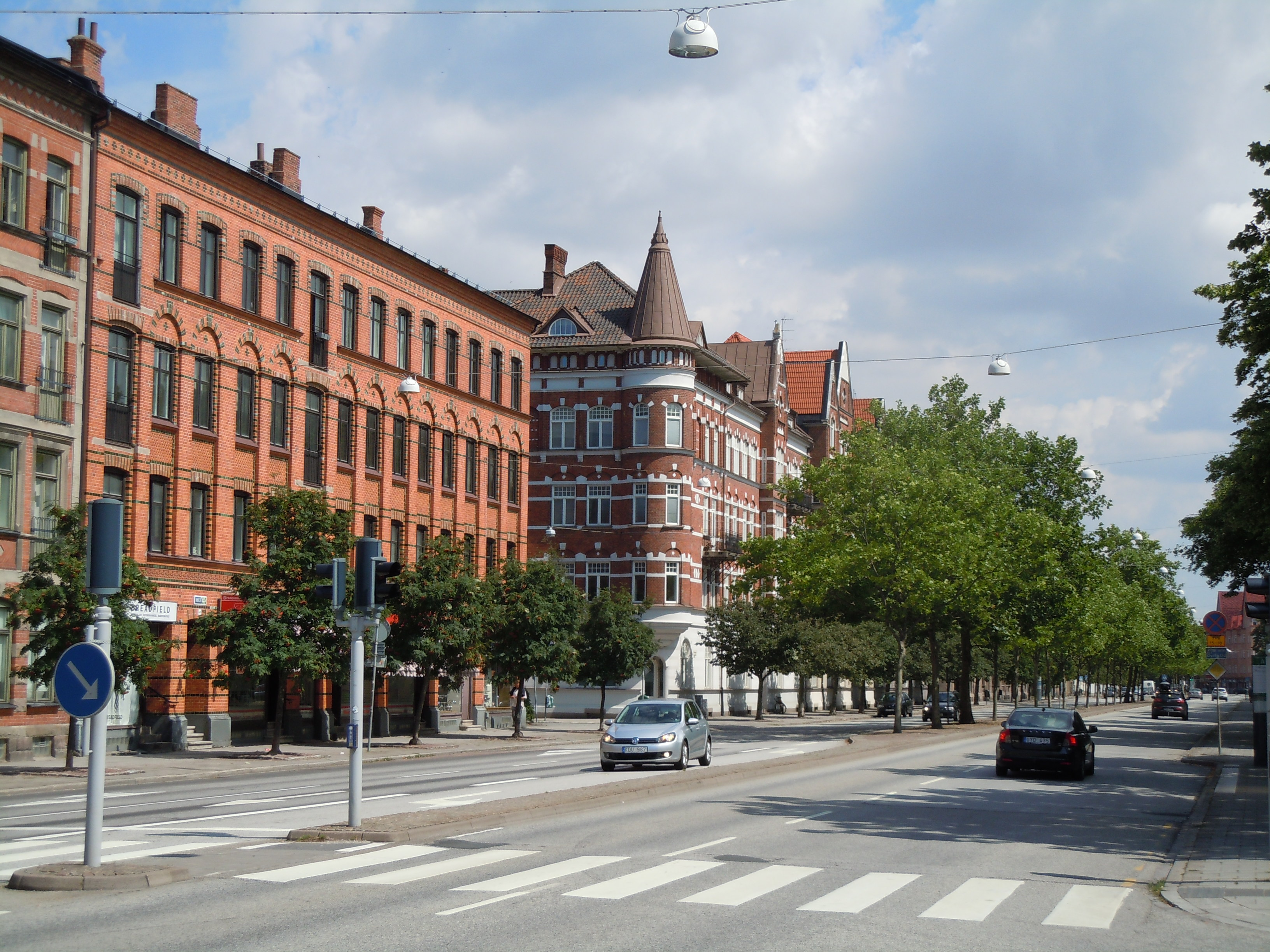
Föreningsgatan, sedd 2014.

Föreningsgatan är en gata i centrala Malmö.
Sträckningen förekommer på kartor redan från slutet av 1600-talet. Den utgjorde en förbindelselänk mellan Lundavägen och den dåvarande landsvägen västerut, Rönneholmsvägen. Den förenade (därav namnet) Östra Förstaden och Södra Förstaden, det vill säga nuvarande Värnhemstorget och Triangeln. Gatunamnet Föreningsgatan fastställdes 1878 och dess utbyggnad till stadsgata inleddes 1881.
Föreningsgatan kantas främst av bostadshus från början av 1900-talet, några med butiker och restauranger i bottenplan. Gatan utgör gräns mellan delområdena Rörsjöstaden i nordväst och Västra Sorgenfri i sydöst, bägge i stadsdel Centrum. Längs gatan återfinns f.d Lachmannska badet, f.d. Södra Saluhallen i Malmö (numera livsmedelsaffär), Malmö stadshus, Betaniakyrkan i Malmö, Malmö synagoga, Pauliskolan, Konsthögskolan i Malmö, S:t Pauli norra kyrkogård med judisk gravplats, samt Rörsjöskolan.